# Józef Krzywicki
Józef Krzywicki (ur. 1838 w Warszawie, zm. 1909 w Bobrownikach nad Wisłą) – polski encyklopedysta.

## Życiorys
Studiował na Uniwersytecie Moskiewskim (1858–1861) oraz w Szkole Głównej, gdzie złożył pracę magisterską o Słowianach Połabskich. Pracował w zarządzie kolei, jednocześnie uczestnicząc w pracach nad Encyklopedią Orgelbranda. 
Bronisław Chlebowski zaangażował go do pracy nad Słownikiem geograficznym Królestwa Polskiego, dzięki czemu powstało wiele haseł jego autorstwa, poświęconych głównie Wołyniowi. Należą do nich m.in. miasta powiatowe Włodzimierz Wołyński, Owrucz, Równe, Zasław, Starokonstantynów, Żytomierz, Ostróg oraz inne miejscowości jak Włodzimierzec, Sławuta, Młynów, Miropol, Sarny, Olewsk, Ostrożec, Ostropol, Międzyrzec, Radziwiłłów lub miejsca, jak Sicz. Opisał też takie rzeki jak Słucz i Styr. 